# Stanisław Ciężadlik

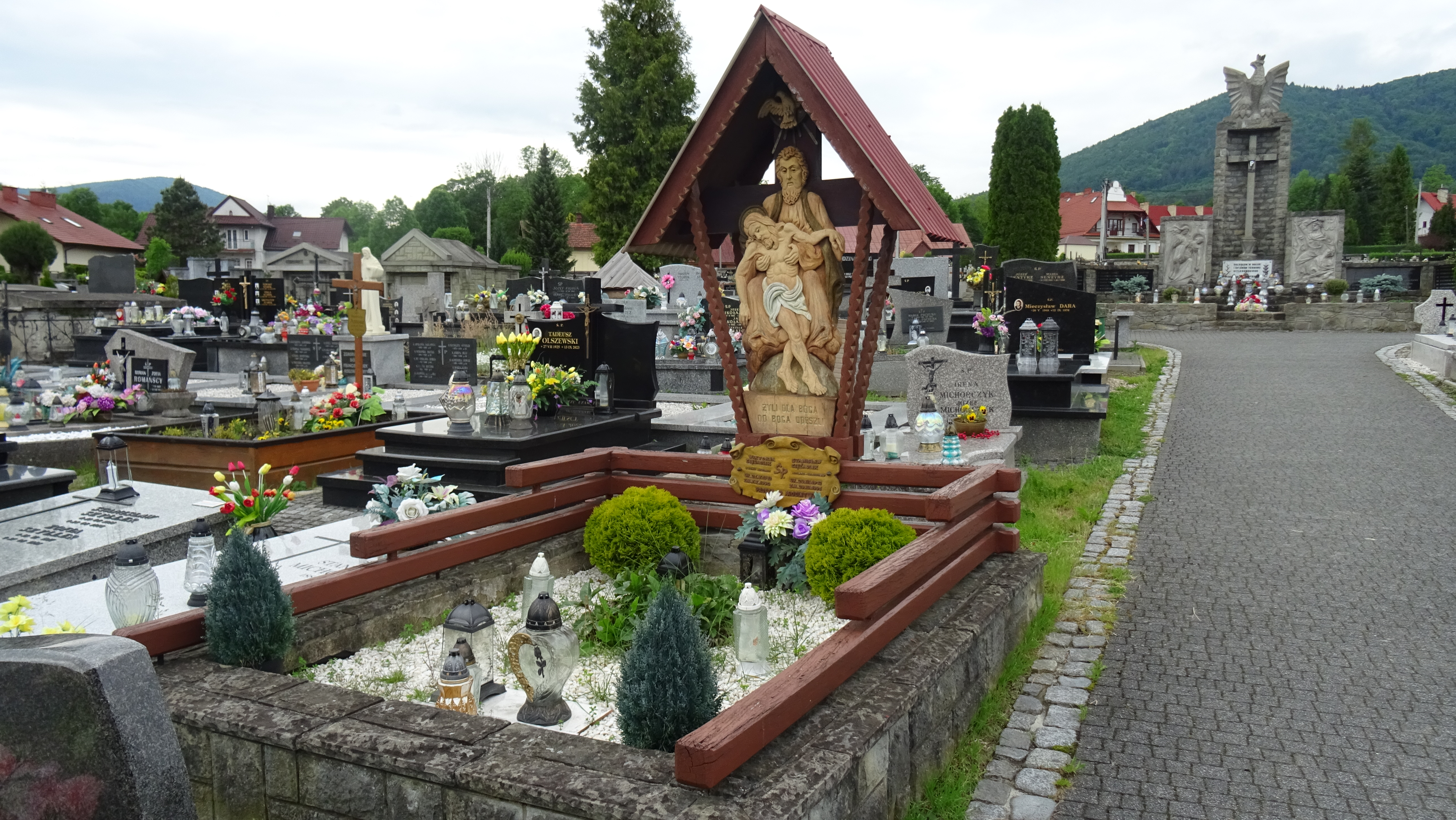
Grób Stanisława Ciężadlika na cmentarzu w Mszanie Dolnej

Stanisław Ciężadlik (ur. 12 marca 1912 w Mszanie Dolnej. zm. 29 marca 1996 tamże) – artysta ludowy, malarz, rzeźbiarz, muzyk, scenograf, twórca lalek i aktor w Teatrze Lalek „Rabcio”, propagator folkloru Zagórzan.

## Życiorys
Stanisław Ciężadlik był synem Marcina, robotnika w mszańskiej fabryce konserw, i Marii Kubowicz. Po ukończeniu czterech klas szkoły ludowej również znalazł zatrudnienie w fabryce, jako goniec w kancelarii dyrekcji. Już w bardzo młodym wieku wykazywał talent malarski i zainteresowanie rysunkiem. Mając 14 lat wyjechał do Krakowa, gdzie znalazł pracę jako posługacz w domu Juliusza Kossaka. Tam podpatrzył technikę malowania farbami olejnymi. W 1929 roku został przyjęty do Szkoły Przemysłu Artystycznego, ale musiał zrezygnować z nauki z braku środków.
Po powrocie do Mszany Dolnej, zajmował się malarstwem portretowym, wykonując na zamówienie wizerunki miejscowych osobistości oraz wczasowiczów. Jednym z nich był Wacław Sobieski, profesor Uniwersytetu Jagiellońskiego. Pod wrażeniem talentu samouka, zabrał go do Krakowa i przedstawił znanym artystom, między innymi Kazimierzowi Pochwalskiemu i Józefowi Unierzyńskiemu. Dzięki ich pomocy Stanisław Ciężadlik zaczął zarabiać na życie jako portrecista i malarz obrazów o tematyce religijnej. W latach 1933−1935 uczęszczał do prywatnej Szkoły Sztuk Pięknych, prowadzonej przez Alfreda Terleckiego przy ulicy Smoleńsk 20 w Krakowie.
W 1935 roku powrócił do Mszany Dolnej i ożenił się z Wiktorią Aksamit (zm. 1982). Dwa lata później udało im się wybudować własny dom. Okres okupacji hitlerowskiej spędził w Mszanie. Po zakończeniu II wojny światowej zajął się również rzeźbą, głównie sakralną. Od 1948 pracował w teatrze lalek „Rabcio-Zdrowotek”, powstałym w uzdrowisku w Rabce. Wykonywał pierwsze lalki, opracowywał scenografie, występował również jako aktor-lalkarz. Zafascynowanie teatrem spowodowało, że zorganizował teatr amatorski w Mszanie Dolnej, a później również w Kasince Małej, Niedźwiedziu i Olszówce.
Od lat powojennych aż do śmierci był aktywnym członkiem oddziału Polskiego Towarzystwa Ludoznawczego w Mszanie Dolnej, założonego i kierowanego przez doktora Sebastiana Flizaka. Zajmował się propagowaniem folkloru i kultury Zagórzan. W 1971 roku zorganizował zespół folklorystyczny „Zagórzanie”, w którym sam grał na skrzypcach, wykonywał również niektóre instrumenty. W 1980 roku zdobyli II nagrodę na Festiwalu Kapel i Śpiewaków Ludowych w Kazimierzu Dolnym. Jako gawędziarz wielokrotnie występował na konkursie Sabałowe bajania w Bukowinie Tatrzańskiej. 13 listopada 1994 roku został członkiem honorowym Polskiego Towarzystwa Ludoznawczego.
Z biegiem lat coraz ważniejsze miejsce w działalności artystycznej Stanisława Ciężadlika zajmowała rzeźba sakralna. Był autorem między innymi: sceny Ukrzyżowania w kościele parafialnym w Mszanie Dolnej, grupy Trójcy Świętej do nowego kościoła Trójcy Przenajświętszej w Mielcu, ołtarza i drogi krzyżowej w nowym kościele parafialnym w Bukowinie Tatrzańskiej czy ołtarza w kościele Matki Bożej Wspomożenia Wiernych w Skawie. Wykonał również płaskorzeźbę upamiętniającą jego protektora z lat młodości, proboszcza parafii w Mszanie Dolnej, zmarłego w KL Dachau księdza Józefa Stabrawę, która znajduje się w przedsionku kościoła w Mszanie.
Stanisław Ciężadlik zmarł 29 marca 1996 roku i został pochowany, zgodnie z jego ostatnią wolą, w tradycyjnym stroju zagórzańskim, na cmentarzu parafii św. Michała Archanioła w Mszanie Dolnej. Mowę pożegnalną na pogrzebie wygłosił prezes Związku Podhalan, Andrzej Gąsienica-Makowski.